# قانون پارکینسون

جلد چاپ اول کتاب - بریتانیا

قانون پارکینسون مفهومی رایج در مدیریت است و مضمون آن این است که «هر کار به اندازه زمانی که برای آن تخصیص داده شده طول می‌کشد.»
نام آن از نام تاریخدان انگلیسی سیریل نورث‌کوت پارکینسون گرفته شده که در سال ۱۹۵۵ در مقاله‌ای طنزآمیز در اکونومیست به این قانون اشاره کرده‌است.
این قانون زمینهٔ گسترش بی‌رویه بوروکراسی را بیان می‌کند. از دید این «قانون» هر کار تا زمانی که برای آن تعیین شده طول می‌کشد و این مدت ارتباط چندانی با میزان و ماهیت کار ندارد.
این نحوه عمل در سازمانها رخ می‌دهد و بوروکراسی‌ها بدون گسترش اهدافشان، خود گسترش می‌یابند.
پارکینسون «تمایل مدیران به داشتن مرئوسان بیشتر» را انگیزه گسترش بوروکراسی‌ها می‌داند که در نتیجه موجب افزایش کارکنان وایجاد وظایف تکراری می‌شود.
کتاب قانون پارکینسون در سال ۱۴۰۰ در انتشارات طرح نو چاپ شده است.